# Kommission für Steuerstreitigkeiten
Die Kommission für Steuerstreitigkeiten (lit. Mokestinių ginčų komisija, MGK) ist eine nationale Behörde in Litauen. Sie untersteht keiner Behörde und ist für Steuerstreitigkeiten zuständig. Die Kommission wurde am 3. Dezember 1998 errichtet, 1999 registriert und besteht aus fünf Mitgliedern. Das Verwaltungspersonal besteht aus weiteren 13–15 Mitarbeitern, davon fünf festangestellten Helfern für die Kommissionsmitglieder. Die Kommission ist eine Vorverfahren-Organisation, die sich mit Streitigkeiten zwischen Einzelpersonen (Organisationen) und Behörden der Steuerverwaltung beschäftigt. Die Kommission behandelt die Klagen gegen die Staatliche Steuerinspektion am Finanzministerium der Republik Litauen. Die Steuerbescheide sollen der Kommission vorgelegt werden, bevor der Weg vor die Verwaltungsgerichte eröffnet ist.
Eine Beschwerde gegen die Kommission kann höchstens 20 Tage nach Erhalt der Entscheidung schriftlich durch Antrag beim Bezirksverwaltungsgericht Vilnius eingereicht werden.
Adresse: Vilniaus gatvė 27, Vilnius.

## Leitung
- 1998–2003: Vytenis Gudelis
- 2003–2007: Juozas Rėksnys
- 2007–2014: Steponas Vytautas Jurna
- seit November 2014: Edita Veršelienė[11]